# Xyloperga
Xyloperga – rodzaj błonkówek z rodziny Pergidae.

## Zasięg występowania
Przedstawiciele tego rodzaju występują w Australii.

## Systematyka
Do  Xyloperga zaliczanych jest 11 gatunków:
- Xyloperga amenaida
- Xyloperga aurulenta
- Xyloperga dentata
- Xyloperga forsiusi
- Xyloperga halidaii
- Xyloperga lalage
- Xyloperga leachii
- Xyloperga mocsaryi
- Xyloperga perkinsi
- Xyloperga semipurpurata
- Xyloperga univittata